# Lac Haviland
Pour les articles homonymes, voir Haviland (homonymie).
Le lac Haviland, en anglais Haviland Lake, est un lac de barrage dans l'État américain du Colorado. Il est situé à une altitude de 2 472 m dans le comté de La Plata et la forêt nationale de San Juan.